# Landen van de Boheemse kroon

Koninkrijk Bohemen
Markgraafschap Moravië
Hertogdom Silezië

De Landen van de Boheemse Kroon genoemd (Tsjechisch: Země Koruny české, Duits: Böhmische Kronländer, Latijn: Corona Regni Bohemiae), ook wel de Landen van de Kroon van St. Wenceslaus (Tsjechisch: Země Koruny Svatováclavské), was een landencomplex van verschillende staten in het Heilige Roomse Rijk die onder de heerschappij van het koninkrijk Bohemen verenigd waren. In 1348 waren, naast het koninkrijk Bohemen, het hertogdom Silezië, en de markgraafschappen Moravië, Brandenburg, Opper-Lausitz en Neder-Lausitz onderdeel van dit complex.
Deze unie was meer dan alleen een personele unie omdat alleen de Staten van het Koninkrijk Bohemen het recht hadden om een koning te kiezen, die dan automatisch hertog, markgraaf en graaf werd van de afhankelijke landen. De afzonderlijke landen hadden wel elk verregaande autonomie. Na het uiteenvallen van Oostenrijk-Hongarije werd het gebied, aan een nieuwe staat, de Eerste Tsjecho-Slowaakse Republiek toegewezen.

## Landen
| Land                         | Hoofdstad | Volkeren                  | Bijzonderheden                                                                                             | Kaart | Wapen |
| ---------------------------- | --------- | ------------------------- | --- | ----- | ----- |
| Koninkrijk Bohemen           | Praag     | Tsjechen, Duitsers        | Regeringscentrum van de Boheemse Kroon, keurvorstendom van het Heilige Roomse Rijk                         |       |       |
| Markgraafschap Moravië       | Brno      | Tsjechen, Duitsers        | |       |       |
| Hertogdom Silezië            | Breslau   | Duitsers, Polen, Tsjechen | |       |       |
| Markgraafschap Opper-Lausitz | Bautzen   | Duitsers, Sorben          | Verkregen in 1076 van keizer Hendrik IV. In 1620 aan Saksen in leen gegeven, in 1635 aan Saksen afgestaan. |       |       |
| Markgraafschap Neder-Lausitz | Luckau    | Duitsers, Sorben          | Verkregen in 1076 van keizer Hendrik IV. In 1620 aan Saksen in leen gegeven, in 1635 aan Saksen afgestaan. |       |       |